# 鶴馬
鶴馬（つるま）は、埼玉県富士見市の町名および大字。現行行政地名は鶴馬一丁目から三丁目および大字鶴馬。郵便番号は354-0021。鶴間と称する場合もある。

## 地理
富士見市の中央部に位置する。新河岸川沿いの沖積平野や武蔵野台地が入り組んでおり、町丁の地内は起伏がある。鶴瀬駅東側周辺に、住居表示が実施された町丁が設置されている。また大字が鶴瀬駅西側と富士見川越バイパス沿いの2地区に残っている。
河川
- 新河岸川、富士見江川、砂川堀

小字
- 宿[5]
- 殿山
- 谷津
- 御庵
- 関沢
- 権平
- 赤飯塚
- 上沢
- 渡戸
- 羽沢
- 山室
- 貝塚[5]

### 地価
住宅地の地価は2017年（平成29年）1月1日の公示地価によれば鶴馬2-7-35の地点で15万2000円/m2となっている。

## 歴史
かつての鶴馬村の区域がひとつの大字鶴馬であったが、市制施行後は住居表示の実施により範囲は狭まり、3地域に分断されている。

### 沿革

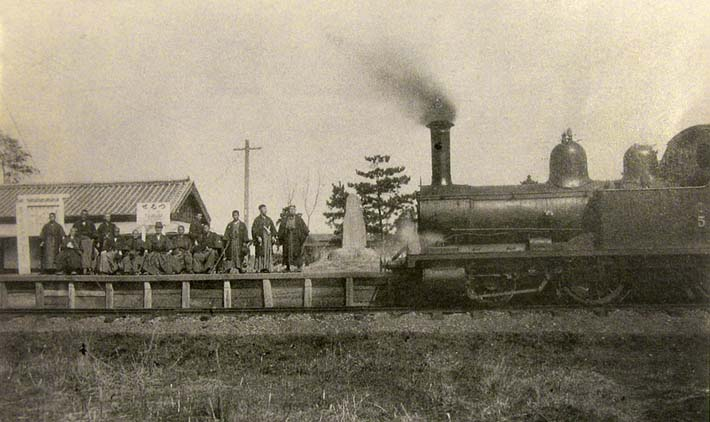
鶴瀬駅（1918年）

もとは江戸期より存在する入間郡河越領の三芳野郷仙波荘に属する鶴間村、古くは戦国期に見出せる入東郡（にっとうぐん）に属する小机衆の上田左近の所領の鶴間であった。
- 正保年間は旗本室崎氏・多間氏の相給、元禄年間からは川越藩領。1767年（明和4年）に地内の一部が出羽山形藩領に属する[4]。
- 幕末時点は川越藩領に属する鶴間村は上野前橋藩領に、山形藩領に属する鶴間村は川越藩領となる[4]。
- 1879年（明治12年） - 入間郡に所属する[4]。
- 1889年（明治22年）4月1日 - 町村制施行により、勝瀬村と鶴馬村が合併して入間郡鶴瀬村が成立する[4]。旧村は鶴瀬村の大字鶴馬となる。
- 1914年（大正3年）5月1日 - 地内に東上鉄道（現、東武東上本線）の開業と同時に鶴瀬駅が開設される[6]。
- 1956年（昭和31年）9月30日 - 入間郡鶴瀬村・入間郡南畑村・北足立郡水谷村と合併して入間郡富士見村となり[7][4]、富士見村の大字となる。
- 1964年（昭和39年） 4月1日 - 町制施行[7]。入間郡富士見町の大字となる。
- 1972年（昭和47年） 4月10日 - 市制施行[8][7]。富士見市の大字鶴馬が成立する[9]。
- 1973年（昭和48年）8月1日 - 住居表示の実施により[4]、大字鶴馬、大字水子の一部から鶴馬一丁目 - 三丁目、大字鶴馬の一部から鶴瀬東一丁目・二丁目、鶴瀬西二丁目・三丁目が成立[9]。
- 1973年（昭和48年）11月1日 - 住居表示の実施により[10][11][12][13]、大字鶴馬の一部から山室一丁目・二丁目、渡戸一丁目 - 三丁目、上沢一丁目 - 三丁目、関沢一丁目 - 三丁目が成立[9]。
- 1974年（昭和49年）2月1日 - 住居表示の実施により[14][15]、大字鶴馬の一部から羽沢一丁目 - 三丁目、諏訪一丁目・二丁目が成立[9]。

## 世帯数と人口
2017年（平成29年）9月30日現在の世帯数と人口は以下の通りである。
| 大字・丁目 | 世帯数    | 人口     |
| ---------- | --------- | -------- |
| 鶴馬       | 2,077世帯 | 4,077人  |
| 鶴馬一丁目 | 1,270世帯 | 2,886人  |
| 鶴馬二丁目 | 1,077世帯 | 2,157人  |
| 鶴馬三丁目 | 731世帯   | 1,624人  |
| 計         | 5,155世帯 | 10,744人 |

## 小・中学校の学区
市立小・中学校に通う場合、学区（校区）は以下の通りとなる。
| 大字・丁目 | 小字・番地・区域 | 小学校                   | 中学校                   |
| ---------- | --- | ------------------------ | ------------------------ |
| 鶴馬       | 薬師前、貝塚 | 富士見市立勝瀬小学校     | 富士見市立勝瀬中学校     |
| 鶴馬       | 東武東上線西側の地域 | 富士見市立つるせ台小学校 | 富士見市立富士見台中学校 |
| 鶴馬       | 市道35号線以西で富士見江川北側の地域 (前谷、御庵下)                                                                          | 富士見市立諏訪小学校     | 富士見市立富士見台中学校 |
| 鶴馬       | 東武東上線以東で富士見江川と市道743号線を結ぶ 北側の地域(出口、久保田、内谷、畑下、山室下、大沼)                             | 富士見市立諏訪小学校     |                          |
| 鶴馬       | 市道743号線以南の地域(鶉町、出口)                                                                                            | 富士見市立水谷小学校     |                          |
| 鶴馬       | 富士見江川南側の前谷地区 | 富士見市立みずほ台小学校 |                          |
| 鶴馬       | 東武東上線以東で富士見江川から市道743号線と 市道1803号線を経て市道1362-3号線に至る南側の地域                                 |                          | 富士見市立本郷中学校     |
| 鶴馬       | 市道35号線、同441号線、両線を結ぶ 県道三芳・富士見線の東側で市道743号線から 市道1803号線を経て市道1362-3号線に至る北側の地域 | 富士見市立東中学校       |                          |
| 鶴馬一丁目 | 全域 | 富士見市立諏訪小学校     | 富士見市立富士見台中学校 |
| 鶴馬二丁目 | 全域 | 富士見市立みずほ台小学校 | 富士見市立本郷中学校     |
| 鶴馬三丁目 | 全域 | 富士見市立みずほ台小学校 | 富士見市立本郷中学校     |

## 交通
地内を東武東上本線が通るが駅はない。かつて鶴馬の一部だった鶴瀬東に東武東上本線の鶴瀬駅があり、同駅が最寄り駅となっている。

### 道路
- 国道254号富士見川越バイパス
- 埼玉県道266号ふじみ野朝霞線
- 埼玉県道334号三芳富士見線
- 富士見サイクリングロード - 新河岸川沿いの自転車歩行車道

## 地域

### 寺社・史跡
- 来迎寺（二丁目）
- 下鶴馬氷川神社（二丁目）
- 谷津遺跡（一丁目） - 縄文前期の貝塚。
- 御庵(ごあん)遺跡（二丁目） - 縄文前期の貝塚。
- ハケ上遺跡（二丁目） - 縄文前期の貝塚。鶴馬二丁目と関沢一・二丁目に跨る。

### 公園

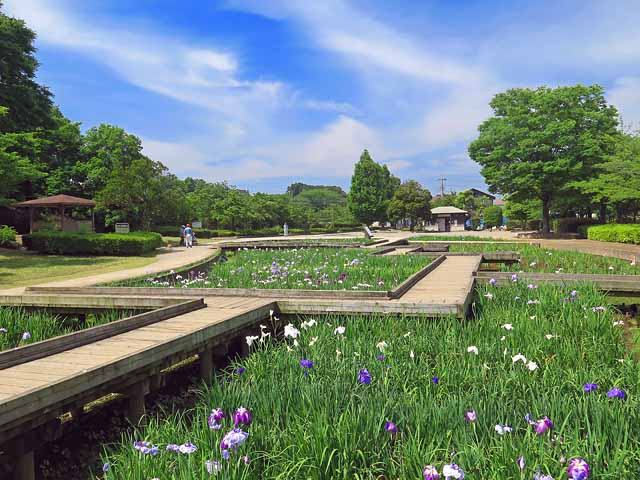
山崎公園

- 山崎公園（大字） - 大字水子に跨る。
- 文化の杜公園（大字）
- なしくぼ公園（大字）
- 鶴瀬西第1公園（大字）
- 谷津の森公園（一丁目）

### 施設

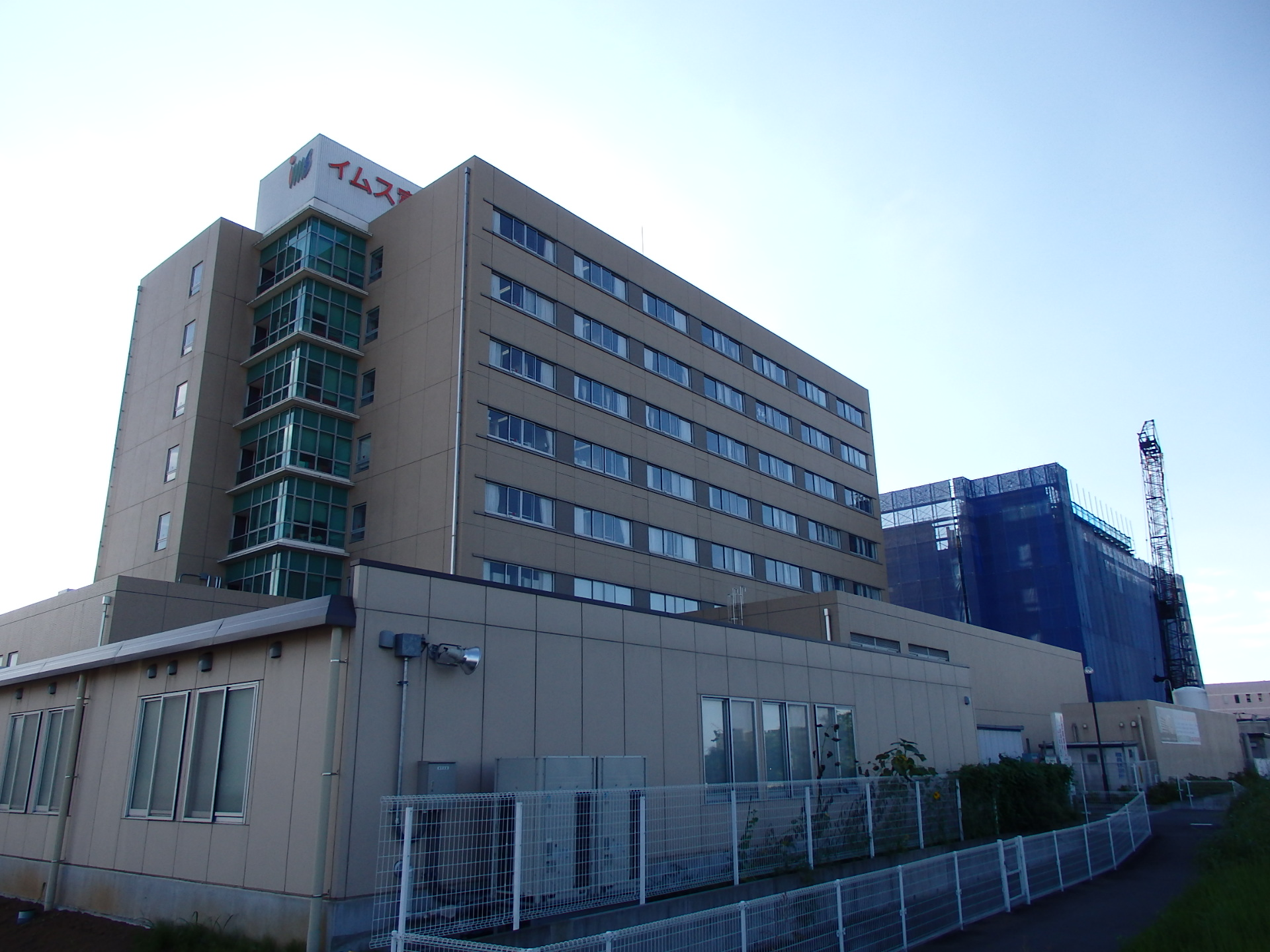
イムス富士見総合病院

1丁目
- けやきわかば保育園

2丁目
- こばと保育園
- 関沢集会所

3丁目
打越集会所
大字
- 富士見市役所
- 富士見市中央図書館
- 市民総合体育館
- 富士見市民文化会館
- イムス富士見総合病院
- 東消防署
- 富士見市立諏訪小学校
- 富士見市立勝瀬小学校（一部）
- 富士見鶴馬団地
- 埼玉りそな銀行
- 富士見台幼稚園
- 銀の鈴幼稚園

## 関連文献
- 「鶴馬村」『新編武蔵風土記稿』 巻ノ165入間郡ノ10、内務省地理局、1884年6月。NDLJP:764002/91。